# Макарова Валентина Іванівна
Валентина Іванівна Макарова (19 липня 1939, Київ, Українська РСР — ?) — радянська та українська тренерка з плавання. Заслужений тренер Української РСР (1977).

## Життєпис
Валентина Макарова народилася 19 липня 1939 року в Києві.
З 1954 року вона професійно займалася плаванням. Перший тренер — С. С. Бородчак. У 1956 році брала участь у першій Спартакіаді народів Радянського Союзу.
У 1971 році Валентина Макарова закінчила Київський державний інститут фізичної культури. Працювала тренеркою у ДСТ «Спартак» в місті Кривий Ріг з 1960 року, а пізніше, з 1969 року була тренером і старшим тренером-викладачем спортивного комплексу «Богатир» (також в місті Кривий Ріг), де згодом пропрацювала протягом близько тридцяти років.
За довгі роки своєї роботи виховала багато плавців. Валентина Іванівна була першим тренером Сергія Леонідовича Фесенка, призера та переможця чемпіонатів Європи та світу з плавання і єдиного олімпійського чемпіона серед уродженців Кривого Рогу.
Після перемоги Сергія Фесенка на Літніх Олімпійських іграх 1980 року в Москві Валентина Макарова була удостоєна почесного звання «Заслужений тренер Української РСР».
Пішла з життя.

## Пам'ять
- Всеукраїнський турнір з плавання, присвячений пам'яті тренерки Валентини Макарової[3][4].